# Gerolamo della Rovere
Pour les autres membres de la famille, voir Famille Della Rovere.
Gerolamo della Rovere, (né en 1528 à Turin et mort le 7 février 1592 dans la même ville) est un cardinal italien, archevêque de l'archidiocèse de Turin entre 1564 et 1592.

## Biographie
Gerolamo (ou Girolamo) della Rovere (Jérôme de La Rovère) naît à Turin en 1528 (on trouve aussi 1530), dans une famille noble italienne. Il est le fils de Lelio della Rovere, seigneur de Vinolo, et de Giovanna (des comtes de) Planzasco, et le neveu de Giovanni Francesco della Rovere, évêque (1510) puis premier archevêque de Turin (1515).
Dans sa jeunesse, il fréquente l'université de Padoue et la Sorbonne où il étudie le grec, le latin, l'éloquence, la littérature et la lecture. Considéré comme un bon orateur, il est nommé ambassadeur par le duc de Savoie à la Cour de France, et obtient un emploi auprès des rois de France Henri II, François II et Charles IX. Ami de Du Bellay, il prononce les oraisons funèbres d'Henri Ii et François II (cf. bnf), et assiste au colloque de Poissy.
Il rentre dans les ordres, et devient le Prévôt de la cathédrale de Turin.
Consacré évêque de Toulon le 26 janvier 1560, il devient archevêque de Turin le 12 mai 1564.
En 1569, il est fait chancelier de l'Ordre de Savoie.
Lors de la 3e promotion, le 17 décembre 1586, il est créé cardinal par le pape Sixte V, il reçoit sa titulature le 14 janvier 1587, à San Pietro in Vincoli. Il participe au conclave de 1590 qui aboutit à l'élection du pape Urbain VII, dont le pontificat a été l'un des plus courts de l'histoire et pour cette raison, après une quinzaine de jours, un conclave est convoqué pour élire un nouveau pape, Grégoire XIV. Mais Grégoire XIV ne survit qu'un an, et de nouveau en 1591, il a participé au nouveau conclave qui élit Innocent IV.
En 1592, il participe à son dernier conclave (élection du pape Clément VIII), et meurt peu de temps après, le 7 février 1592. Après sa mort, sa riche et vaste bibliothèque devint la propriété du duc d'Urbino François Marie II et, plus tard, sous le pape Alexandre VII, elle a été transportée à Rome et répartie entre la bibliothèque du Vatican et l'Arciginnasio de Rome (l'archi gymnase de Rome).

## Décorations
: Chevalier de l'ordre suprême de la Très Sainte Annonciade

## Source de traduction
- (it) Cet article est partiellement ou en totalité issu de l’article de Wikipédia en italien intitulé « Gerolamo della Rovere » (voir la liste des auteurs).